# 圖波列夫 圖-360
圖波列夫 圖-360（Tupolev Tu-360）是圖波列夫設計局在1980年代設計的一種高超音速戰略轟炸機。苏联解体后由於俄羅斯缺乏资金，1992年圖波列夫 圖-360工程被取消。

## 外部連結
- SPACE TRANSPORT: Tupolev Tu-2000 Hyperplane – Russia